# Publi Fonteu Capitó
Publi Fonteu Capitó (en llatí Publius Fonteius Capito) va ser un magistrat romà del segle ii aC. Formava part de la gens Fonteia, una gens romana d'origen plebeu procedent de Tusculum.
Va ser pretor l'any 169 aC i va obtenir com a província per exercir el govern l'illa de Sardenya.